# Yummy (賈斯汀·比伯歌曲)
〈Yummy〉是加拿大歌手贾斯汀·比伯第五張錄音室專輯中的一首歌曲。2020年1月3日，Def Jam推出這首歌作為專輯的首發主打單曲。這首歌在《公告牌》百强单曲榜上排名第二，同時在澳大利亞、加拿大、英國和其他國家的排行榜上名列第五，在紐西蘭排行第一。
《Yummy》是比伯近四年來發行的第一首個人單曲，之前的個人單曲是2016年《Purpose》專輯中的歌曲《陪伴》。此外，比伯在歌曲發行當天加入了視頻共享社交網絡服務抖音，以進一步推廣這首歌。

## 背景與發行
在《Yummy》發行前，比伯在社交媒體上進行了一些調侃活動。他在2019年10月27日在Instagram上貼出了一張手寫了《Yummy》標題的紙張來調侃這首歌。第二天，他將這首歌的流派稱為"R&BIEBER"，並在Instagram上發布了相關帖子。
在2019年12月23日，比伯在鋼琴前的照片上貼出了兩個標題為"明天"的帖子，以進一步調侃即將發布的音樂。隔天，他通過在YouTube上發布預告片來宣布這首單曲，預告片中他走過一個廢棄的加油站。該預告片還宣布了他即將在2020年5月14日開始的北美巡演和一部涵蓋他的各種故事的紀錄片。
在《Yummy》正式發行的那天，比伯加入了視頻共享社交網絡服務TikTok，並發布了一段他自己演唱這首歌的視頻，同時鼓勵他的粉絲們也參與其中。四天後，比伯發行了《Yummy》的親筆簽名限量版，包括磁帶、圖片光盤、CD和黑膠唱片等多種收藏品。
此外，比伯還釋出了多個與《Yummy》相關的音樂視頻，包括動畫版、Beliebers的反應、粉絲的視頻配唱以及與食物有關的視頻 。他還推出了官方的《Yummy》網絡遊戲。

## 音樂錄影帶
《Yummy》的音樂視頻由Bardia Zeinali執導，於2020年1月4日在比伯的YouTube頻道首播。這個視頻展示了比伯戴著粉紅色頭髮，在一家高檔餐廳的晚宴上與客人一起享用各種色彩繽紛的食物，然後在開始舞會之前進行了一場慶祝。
該音樂視頻在首個24小時內獲得了840萬次觀看，成為比伯在YouTube上五首主打單曲中排名第二的24小時首播觀看次數。截至2023年4月12日，這個音樂視頻在YouTube上的觀看次數已超過7.57億次。
拍攝音樂錄影帶的幕後花絮還在紀錄片系列《賈斯汀·比伯：四季》中的一集中出現，該集名為「專輯在路上」，展示了《我的改變》專輯的製作過程。

## 獎項
| 年份                           | 單位              | 獎項               | 結果 | 參考來源 |
| ------------------------------ | ----------------- | ------------------ | ---- | -------- |
| 第63屆格萊美獎                 | 葛萊美獎          | 最佳流行獨奏表演獎 | 提名 | [ 24 ]   |
| 第34屆尼克兒童頻道兒童票選大獎 | 兒童票選獎        | 最佳歌曲獎         | 提名 | [ 25 ]   |
| 2021年的iHeartRadio音樂獎      | iHeartRadio音樂獎 | 年度音樂獎         | 提名 | [ 26 ]   |
| 2021年的Myx音樂獎              | Myx音樂獎         | 最佳國際視訊獎     | 提名 | [ 27 ]   |